# 月曜ドラマランド
月曜ドラマランド（げつようドラマランド）は、1983年4月4日から1987年11月9日まで、フジテレビ系列（テレビ山口・テレビ長崎・テレビ大分・テレビ宮崎・鹿児島テレビ・1987年3月までの秋田テレビを除く）で毎週月曜日19:30 - 20:54（JST）に放送されていた単発のテレビドラマ枠。福島テレビでは1983年10月から放送を開始した（1983年9月まではTBSテレビ制作の『クイズ天国と地獄』『ナショナル劇場』（『水戸黄門』『大岡越前』など）を放送していた）。
本項目における本文中の放送時間はすべて日本標準時（JST）。また特記のない限り、放送時間・放送期間はフジテレビ（制作局、関東広域圏）でのそれに準拠するものとする。

## 概要
本枠設置前、19:30 - 20:00に放送されていた『エプロンおばさん』の視聴率が10％そこそこ（ビデオリサーチ、関東地方）、その後20:00 - 20:54に放送されていた『おまかせください、オレの女房どの』の視聴率が10％割れ（ビデオリサーチ、関東地方）だったことからそのテコ入れ策として「総じて１時間の連続ドラマは不振」として「好視聴率を挙げているのは2時間ドラマなど長時間の単発ドラマなので、そういう視聴者のニーズに合わせてこの枠もワイド化に踏み切った」（当時の日枝久編成局長・談）ということで本枠も１時間半の単発ドラマ枠となった。
番組開始当初は長谷川町子原作の中原理恵主演『いじわる看護婦』、青島幸男主演『意地悪ばあさん』、石立鉄男主演『どっきり天馬先生』シリーズ等のホームコメディが主流だった。その後、俳優ではないタレントらによる主に4コマ漫画原作のドタバタ・コメディと、アイドル主演による少女漫画や青年誌漫画原作の青春ドラマが主流となる。番組後期の1986年からはフジテレビが抱えるおニャン子クラブのメンバーを主演に置いたものが多数作られるようにもなった。特に漫画原作のドラマ化には非常に積極的で、中には連続ドラマ化されたものもあれば、アニメ化されたものもある。また『ゲゲゲの鬼太郎』などの一部作品を除き、小松政夫や塩沢ときが常連として出演していた。
1985年9月頃まで『意地悪ばあさん』などはテレパックが制作していたが、1985年10月以降頃から共同テレビジョンに制作が変更された。一部スタッフが共同テレビジョンに移籍した。
ゴールデンタイムでの放送であることから、内容はライトタッチなものばかりで、基本的に社会派作品や小説原作作品などは題材として扱わなかった。そのため、タレントやアイドル主演のものが主流になって以降は、主演の人気タレント、アイドルゆえのスケジュールの都合による撮影期間の短さや役作りの不徹底による演技のつたなさ、ドラマ化しづらい漫画原作を特撮的なトリックや、80年代当時はあまり技術が発達していなかったクロマキー合成映像など苦肉の策で再現しようとしていたり、設定の改変を余儀なくされてしまうことも少なくなく、作品によってはかなり荒唐無稽な内容になってしまうことも多かった。そのため、ドラマとしての完成度を求める視聴者からは「学芸会ドラマ」などと揶揄され、嫌悪されていたこともあった。ただ、常識的に可能かどうかはほとんど顧慮せずに次々と漫画作品の実写化を行い続けたため、『おそ松くん』『おじゃまんが山田くん』など、今日に至るも唯一の実写版となっている例が少なくない。
番組最高視聴率は1986年8月25日放送の『志村けんのバカ殿様』の回の27.1%。
番組前半部は各局別のローカルスポンサーのみであったが、当時ドラマ番組では珍しく、途中入れ替えでも「ここまでは、○○の提供でお送りいたしました」→「ここからは、○○の提供でお送りいたします」といったようなスポンサー読み上げコメントを一切行なわず、本編中に画面右下に提供クレジットを表示するのみだった。なお、後半部にはネットスポンサーがついており、提供クレジットが画面一面に表示され、スポンサー読み上げコメントも行われていた。
作品ごとに制作会社が異なることなどからソフト化の事例は少なく、2000年代におニャン子クラブの作品とゲゲゲの鬼太郎がDVD化されたのみである。

## 番組の終了
1987年秋改編により1983年4月から続いた当枠は4年半の歴史に幕を閉じた。最終回関連の放送は下記のとおりである。
- 9月21日：『ガクエン情報部H.I.P.』‐ 新作ドラマ作品としては最終作
- 10月5日：『意地悪ばあさん』 - ドラマ作品としての最終回
- 10月12日：『さよならドラマランド特別企画 〜 全て見せます! 名場面・珍場面 ベスト101』 - 本枠の総集編
- 11月9日：『志村けんのバカ殿様 総集編』 - 本枠の実質的な最終回。なお前月10月より、同作と同じ出演者による『志村けんのだいじょうぶだぁ』が放送されている。

## 主な放送作品
| タイトル | 放送日（期間）                              | 主演                         | 制作会社など           |
| --- | ------------------------------------------- | ---------------------------- | ---------------------- |
| あんみつ姫（全3作） | 1983年5月23日、1983年10月17日、1984年1月9日 | 小泉今日子                   | テレパック             |
| とことんトシコ | 1983年1月28日、1984年5月7日                 | 山田邦子                     | テレパック             |
| ぐうたらママ（全4作） | 1983年7月4日 - 1984年6月18日                | 坂口良子                     | テレパック             |
| どきどき婦警さん | 1983年9月26日、1984年3月12日                | 研ナオコ                     |                        |
| - 第1作は高見知佳とのダブル主演だったが、第2作は研の単独主演となり、高見は別役で端役出演。 - 第1作は初の2時間枠（19:00 - 20:54）。 |                                             |                              |                        |
| 七にんめのいとこ | （1984.1.16）                               |                              |                        |
| ビートたけしのこにくらじいさん | 1984年8月20日 - 12月10日                    | ビートたけし                 |                        |
| 新・翔んだカップル | 1984年1月23日                               | 石川秀美、永瀬正敏           |                        |
| てんてん娘 | 1984年6月25日                               | 原真祐美                     | テレパック             |
| 純ちゃんの奥さまは魔女 | 1984年7月16日                               | 美保純                       | アズバーズ             |
| - アメリカのテレビドラマ『奥さまは魔女』とのストーリー上の関連性はない。                                                           |                                             |                              |                        |
| 新・翔んだカップルパートⅡ | 1984年7月23日                               | 石川秀美、永瀬正敏           |                        |
| なんか妖かい!? | 1984年7月30日                               | 柏原芳恵、山本陽一           |                        |
| いたずらデパートギャル・女は度胸                                                                                                   | 1984年10月29日                              | 松本伊代                     | テレパック             |
| ハーイあっこです | 1984年11月5日、1985年10月14日               | 三田寛子、三田村邦彦         | 泉放送制作             |
| 野球狂の詩 | 1985年1月7日                                | 斉藤由貴                     | テレパック             |
| はいからさんが通る | 1985年4月15日                               | 三田寛子、野口五郎           |                        |
| 特別機動少女隊 ホールドアップ!! | 1985年4月22日                               | 少女隊                       | テレパック             |
| いたずらスチュワーデス! お嬢さまお手やわらかに                                                                                     | 1985年5月6日                                | 松本伊代                     |                        |
| もーれつア太郎 ニャロメ!!出生の秘密を知ったとき少女に何が起こったのココロ!?                                                        | 1985年5月20日                               | 久保田篤、荻野目洋子         | 大映テレビ、フジテレビ |
| 奥様は不良少女!? おさな妻 | 1985年6月10日                               | 工藤夕貴、国広富之           |                        |
| かぐや姫とんで初体験!? | 1985年7月1日                                | 岡田有希子、北川剛           |                        |
| おさわがせ剣士 赤胴鈴之助 | 1985年7月8日                                | 木村一八                     |                        |
| 結婚ゲーム | 1985年7月22日                               | 山本陽一、斉藤慶子           |                        |
| - フィルム撮影。 |                                             |                              |                        |
| ゲゲゲの鬼太郎 | 1985年8月5日                                | 六浦誠                       | 東映                   |
| - フィルム撮影。 |                                             |                              |                        |
| 一休さん | 1985年8月12日                               | 富田靖子                     | テレパック             |
| 一休さん | 1986年11月17日                              | 浅香唯                       | 共同テレビ             |
| 転校生!おれがあいつであいつがおれで                                                                                                | 1985年8月19日                               | 石野陽子、松野達也           |                        |
| 仮面の忍者赤影 | 1985年8月26日                               | 黒崎輝                       | テレパック             |
| 時をかける少女 | 1985年11月4日                               | 南野陽子、中川勝彦           | アズバーズ             |
| サイボーグ女子高生バニラ37℃ | 1985年12月2日                               | 石野陽子、土家歩             | アズバーズ             |
| おそ松くん イヤミ・チビ太の板前一本勝負                                                                                            | 1985年12月16日                              | 所ジョージ                   | ザ・ワークス           |
| セーラー服恋愛教室 愛のレッスンA!B!!C!?                                                                                            | 1986年1月6日                                | 工藤夕貴、石野陽子、南野陽子 |                        |
| ママをたずねて三千里 | 1986年1月20日                               | 間下このみ、三浦洋一         | 泉放送制作             |
| ピンクのラブソング | 1986年1月27日                               | 秋本理央                     |                        |
| セーラー服応援団!乙女白書 | 1986年2月3日                                | 佐野量子                     | アズバーズ             |
| ザ・サムライ | 1986年2月24日                               | 沖田浩之                     | 円谷プロ               |
| 超少女!はるひワンダー愛 | 1986年3月24日                               | 松本伊代                     | 共同テレビ             |
| チェッカーズin涙のリクエスト | 1986年4月14日                               | チェッカーズ                 |                        |
| 転校生！オレがあいつでアイツがおれで2                                                                                              | 1986年4月21日                               | 石野陽子                     | アズバーズ             |
| 奥さまは不良少女⁉おさな妻2 | 1986年6月2日                                | 工藤夕貴、国広富之           | アズバーズ             |
| 結婚ゲーム2 | 1986年6月30日                               | 山本陽一、斉藤慶子           |                        |
| ボクの初体験 | 1986年7月14日                               | 水谷麻里、保坂尚輝           | アズバーズ             |
| 初恋スキャンダル | 1986年7月21日                               | 佐野量子、長島ナオト         | アズバーズ             |
| 包丁人味平 | 1986年8月11日                               | 木村一八、横山やすし         | 東映                   |
| 月とスッポン 恋のレッスンABC | 1986年9月8日                                | 芳本美代子、西川弘志         |                        |
| 悪魔くん | 1986年9月15日                               | 玉木潤                       | 東映                   |
| 小公女セーコ | 1986年10月20日                              | 間下このみ、三浦洋一         | 泉放送制作             |
| 白バイ野郎!トミー&マツ | 1986年12月1日                               | 国広富之、松崎しげる         | アズバーズ             |
| ひみつのアッコちゃん | 1987年2月9日                                | 八木さおり                   | オフィス・トゥー・ワン |
| セーラー服露天風呂卒業旅行 | 1987年4月13日                               | 松本典子                     |                        |
| 新ハーイあっこです | 1987年4月20日                               | 森尾由美、渡辺裕之           | 泉放送制作             |
| キョンシーズ 霊幻道士 今よみがえる魔界伝説！                                                                                       | 1987年4月27日                               | 間下このみ                   |                        |
| - 台湾映画『幽幻道士』（日本では『幽幻道士 キョンシーズ』）を元にした作品で、香港映画『霊幻道士』との関連性はない。                |                                             |                              |                        |
| 宇宙少女モルモ10分の1 | 1987年5月4日                                | 森恵                         | 共同テレビ             |
| タッチ | 1987年6月1日                                | 岡本健一、浅倉亜季           | アズバーズ             |
| 生徒諸君! | 1987年6月8日                                | 伊藤美紀                     | ホリプロダクション     |
| みんなあげちゃう | 1987年6月22日                               | 山本陽一                     |                        |
| スケバン保母さんツッパリ風雲録 | 1987年7月6日                                | 中森明穂                     | ジャパンプロデュース   |
| 女だらけ | 1987年7月13日                               | 少女隊                       | 東映                   |
| What's Michael? ホワッツマイケル                                                                                                   | 1987年7月27日                               | 小比類巻かほる               | 泉放送制作             |
| - 1986年11月24日に放送された吉沢秋絵主演版については、後述の「#おニャン子クラブ出演作品」を参照。                                  |                                             |                              |                        |
| 原宿初恋探偵社 | 1987年9月7日                                | 錦織一清                     | KANOX                  |
| ガクエン情報部H.I.P. | 1987年9月21日                               | 中村繁之、森高千里           | KANOX                  |

### 長谷川町子原作作品
| タイトル                             | 放送日（期間）                        | 主演     | 制作会社など |
| ------------------------------------ | ------------------------------------- | -------- | ------------ |
| 長谷川町子のいじわる看護婦スペシャル | （1983.12.26）                        | 中原理恵 |              |
| 意地悪お手伝いさん                   | 1984年‐、1985年1月21日、1986年6月16日 | 高見知佳 |              |

また本枠とは別に、星野知子主演による『サザエさん』の実写ドラマ版が1981年から1985年まで放送された。

### 植田まさし原作作品
植田まさし作品の実写化は、テレビ東京系でドラマ化された『すっから母さん』を除き、この枠でしか行われていない。
| タイトル                | 放送日（期間）                 | 主演         |
| ----------------------- | ------------------------------ | ------------ |
| のんき君                | 1983年12月12日 - 1984年10月8日 | 明石家さんま |
| ヨイショ君              | 1985年5月27日                  | 古舘伊知郎   |
| おとぼけ駅員 キップくん | 1985年6月24日、1986年2月17日   | 前川清       |
| まさし君                | 1985年2月18日                  | 風見慎吾     |

### 藤子不二雄原作作品
本枠で放送された藤子不二雄作品については、全て「藤子不二雄の～」と冠されている。
なお、本枠でアニメ『キテレツ大百科』のパイロット版が放送されたことがあるが、こちらに関しても例に漏れず「藤子不二雄のキテレツ大百科」のタイトルで放映された。
| タイトル | 放送日（期間） | 主演                             | 制作会社など |
| --- | -------------- | -------------------------------- | ------------ |
| 藤子不二雄の夢カメラ | 1986年3月3日   | 中山美穂、荻野目洋子、小泉今日子 | KANOX        |
| 藤子不二雄の夢カメラ | 1987年3月2日   | 南野陽子、富田靖子、三田寛子     | KANOX        |
| - いずれも全3話のオムニバス構成。 - 1987年放送分は『月曜ドラマランドひな祭りスペシャル』。 - 後に連続ドラマ化（全4話、 1988年2月25日 - 3月24日、渡辺美奈代主演、東映製作）。 |                |                                  |              |
| 藤子不二雄の赤毛のアン子 | 1986年11月3日  | 荻野目洋子                       | KANOX        |
| - 特殊メイクなどの技術が使われた。 |                |                                  |              |
| 藤子不二雄のバケルくん | 1987年5月4日   | 畠田理恵                         | 共同テレビ   |
| - 複数話のオムニバス構成で、各サブタイトル画面に原作キャラのアニメーションが使用された。                                                                                     |                |                                  |              |

### 石立鉄男主演作品
| タイトル                         | 放送期間                       | 話数   |
| -------------------------------- | ------------------------------ | ------ |
| どっきり天馬先生                 | 1983年4月11日 - 10月31日       | 全13話 |
| どっきり双子先生・乙女学園男子部 | 1983年11月14日 - 1984年3月19日 | 全8話  |
| 乙女学園すみれ寮                 | 1984年4月23日 - 9月10日        | 全4話  |

### ジャニーズグループ主演作品
当時ジャニーズ事務所に所属していた男性グループによる主演作品を列挙する。
| タイトル                         | 放送日                   | 出演             | 制作会社など |
| -------------------------------- | ------------------------ | ---------------- | ------------ |
| 胸さわぎの放課後                 | 1983年10月24日、12月19日 | ジャニーズ少年隊 | 東宝         |
| 少年隊のただいま放課後スペシャル | 1984年6月4日             | 少年隊           | 東宝         |
| 少年隊ショーアップ・ハイスクール | 1985年3月4日             | 少年隊           | テレパック   |
| シブがき隊のスシ食いねェ!        | 1986年5月5日             | シブがき隊       |              |

### おニャン子クラブ出演作品
| タイトル | 放送日         | 出演                                                                   | 制作会社など                               |
| --- | -------------- | ---------------------------------------------------------------------- | ------------------------------------------ |
| かぐや姫とんで初体験?! | 1985年7月1日   | 岡田有希子、福永恵規                                                   | ジャパンプロデュース                       |
| ボクの婚約者 | 1986年1月13日  | 福永恵規、内海和子                                                     | アズバーズ                                 |
| ピンクのラブソング | 1986年1月21日  | 秋本理央                                                               |                                            |
| 透明少女 | 1986年3月10日  | 河合その子                                                             | 共同テレビ                                 |
| 三代目はおニャン子お嬢様!? 花吹雪893組                                                                                     | 1986年3月17日  | 国生さゆり                                                             | アズバーズ                                 |
| おニャン子学園危機イッパツ とんだ放課後                                                                                    | 1986年5月12日  | おニャン子クラブ全員                                                   | アズバーズ                                 |
| - 同年夏には、映画作品として『おニャン子ザ・ムービー 危機イッパツ!』が公開された。                                         |                |                                                                        |                                            |
| 二十歳の時 | 1986年6月9日   | 三田寛子、国生さゆり                                                   | 共同テレビ 「日生ファミリースペシャル」    |
| あしながおじさん | 1986年7月7日   | 高井麻巳子                                                             | 泉放送制作                                 |
| みゆき | 1986年8月4日   | 河合その子（二役）                                                     | 共同テレビ                                 |
| もしかして婚約者!? | 1986年8月18日  | 内海和子、福永恵規                                                     | アズバーズ                                 |
| 探偵桃語 | 1986年10月27日 | 渡辺美奈代、渡辺徹                                                     | 共同テレビ                                 |
| 有閑倶楽部 | 1986年11月10日 | 国生さゆり                                                             | KANOX                                      |
| What's Michael? ホワッツマイケル                                                                                           | 1986年11月24日 | 吉沢秋絵                                                               | 泉放送制作                                 |
| - マイケルなど猫たちはパペットで登場。                                                                                     |                |                                                                        |                                            |
| おニャン子捕物帳 謎の村雨城                                                                                                | 1986年12月8日  | 城之内早苗、京本政樹                                                   | アズバーズ                                 |
| ねらわれた学園 | 1987年1月26日  | 新田恵利                                                               | 東宝                                       |
| ないしょのハーフムーン | 1987年2月16日  | 高井麻巳子、中山秀征                                                   | 共同テレビ                                 |
| 看護婦アカデミー | 1987年3月9日   | 渡辺満里奈、樹原亜紀、白石麻子 横田睦美、貝瀬典子、斉藤満喜子 名越美香 | アズバーズ                                 |
| いきなり婚約者!! | 1987年3月23日  | 福永恵規、内海和子                                                     | アズバーズ                                 |
| フローズン・ホラー・ショー                                                                                                 | 1987年5月18日  | 松本伊代、新田恵利、福永恵規                                           | SOLD OUT 監督：堤幸彦 プロデュース：秋元康 |
| おさな妻! ママはあぶない17才!!                                                                                             | 1987年7月20日  | 渡辺満里奈                                                             | アズバーズ                                 |
| 夏休み妖怪バラエティ オバの魔法使い                                                                                        | 1987年8月10日  | 小堺一機、高井麻巳子                                                   | 「ライオンスペシャル」                     |
| - 当時放送されていた『ライオンのいただきます』の司会者だった小堺が、CM中に見た夢の中で『オズの魔法使い』の世界を冒険する。 |                |                                                                        |                                            |

### その他
| タイトル | 放送日         | 出演                                                                   |
| --- | -------------- | ---------------------------------------------------------------------- |
| 名場面・珍場面・㊙ベスト101 たけしさんから今日子由貴おニャン子まで栄光のデビュー作話題作一挙放送                                         | 1986年7月28日  | ナレーター：神谷明                                                     |
| - 初の総集編。 |                |                                                                        |
| 第14回ドリフのホノルルマラソン | 1986年12月15日 | ザ・ドリフターズ                                                       |
| - 同シリーズ唯一の『月曜ドラマランド』枠での放送。                                                                                       |                |                                                                        |
| '86総決算・名場面・珍場面101 | 1986年12月22日 | 司会：所ジョージ、白石まるみ ナレーター：神谷明 特別ゲスト：渡辺美奈代 |
| - 総集編第2回。 - 前回の『ホノルルマラソン』と合わせ、史上唯一「2週連続非ドラマ放送」。 - 特別ゲストの渡辺美奈代は『探偵桃語』の主演者。 |                |                                                                        |
| さよならドラマランド特別企画 全て見せます!名場面珍場面ベスト101                                                                          | 1987年10月12日 |                                                                        |
| - 最後の総集編。 |                |                                                                        |

### 本枠終了後も特番として放送
| タイトル | 放送日                         | 出演                     | 制作会社など            |
| --- | ------------------------------ | ------------------------ | ----------------------- |
| 心はロンリー気持ちは「…」I | 1984年12月17日                 | 明石家さんま、田中美佐子 |                         |
| 心はロンリー気持ちは「…」 II | 1985年7月15日                  | 明石家さんま、萬田久子   |                         |
| - III以降は『金曜おもしろバラエティ』などで放送されている。 |                                |                          |                         |
| 志村けんのバカ殿様 | 1986年4月28日 - 1987年11月9日  | 志村けん                 | イザワオフィス          |
| - ドラマではなく、コントを中心としたお笑い番組。 |                                |                          |                         |
| 意地悪ばあさん | 1983年10月10日 - 1987年10月5日 | 青島幸男                 | テレパック → 共同テレビ |
| - 毎年4月・10月に放送。元々は連続ドラマとして放送されていた（1981年10月12日 - 1982年12月27日）。 - 本枠終了後も1989年4月まで単発スペシャルが放送された。 - その後1999年に『火・曜・特・番!!』にて、10年ぶりの新作である『意地悪ばあさんリターンズ』が放送された。 |                                |                          |                         |

## エンディングテーマ
- みのや雅彦「笑えないピエロ」
- 国生さゆりwithおニャン子クラブ「バレンタイン・キッス」
- おニャン子クラブ「じゃあね」
- 城之内早苗「あじさい橋」
- おニャン子クラブ「お先に失礼」
- おニャン子クラブ「恋はくえすちょん」 - 本来はアニメ『あんみつ姫』のオープニングテーマ。
- 国生さゆり「あの夏のバイク」
- おニャン子クラブ「NO MORE 恋愛ごっこ」
- うしろ髪ひかれ隊「時の河を越えて」- 本来はアニメ『ハイスクール!奇面組』のオープニングテーマ。
- アイドル夢工場「アドベンチャー・ドリーム」
- 工藤静香「禁断のテレパシー」

※上記以外にもおニャン子クラブ関連の曲は使われている。
※他に主演アイドルの曲も使用されていた。

## スタッフ
- 編成企画：久保田榮一、重村一、前田和也、石川泰平、清水賢治、石原隆